# La Venus de la poesía
La Venus de la poesía es un óleo realizado en 1913 por el pintor español Julio Romero de Torres. Sus dimensiones son de 93,2 × 154 cm.
Este cuadro es una alegoría que muestra los retratos de la cupletista española Raquel Meller y su marido, el escritor guatemalteco, Enrique Gómez Carrillo.
Se expone en el Museo de Bellas Artes de Bilbao.